# Школа № 75 (Сочи)
Шко́ла № 75 — одно из старейших образовательных учреждений города Сочи, Краснодарского края, России. Находится в микрорайоне Лазаревское Лазаревского района города.

## История
Школа № 75 — первая школа самого большого района г. Сочи (от п. Магри — до п. Дагомыс).
До вхождения в состав г. Сочи её номер был № 1.
Школа открыта в 1904 и называлась Лазаревским училищем 1-го класса — это было училище Министерства Народного Просвещения с трёхлетним сроком обучения, в ней работал всего один учитель и была всего одна классная комната. В Лазаревском училище обучалось всего около 50 чел., в основном дети крестьян. Изучались: история, математика, русский язык, Закон Божий и т. д. В училище имелась библиотека.
С приходом Советской власти на Кубань, школа не прекратила своей работы. С 1920 в школе с четырёхлетним образованием обучалось свыше 100 детей.
В 1927 году на базе Лазаревского училища открылась школа крестьянской молодёжи с семилетним сроком обучения.
В 1940 году было построено первое школьное здание — по нынешнему адресу — ул. Победы, 101.
В 1955 году рядом появилось более современное здание школы № 75.
Сейчас в этом здании расположился Лицей № 95.
В 1984 году при строительстве современного корпуса (4 этажа, просторный спортзал) школы № 75, первое школьное здание было снесено.
В 2007 году сделан полный капитальный ремонт всего корпуса.

## Выпускники
В разное время в школе учились:
- генерал-лейтенант Виктор Самойлов, возглавлявший в 1993—1994 «Росвооружение».
- Дамир Чачух — профессор, ректор Ростовской юридической академии.
- Владимир Трофименко — чемпион Европы по прыжкам в высоту с шестом.
- Галина Нестерова — чемпионка мира по дзюдо среди студентов.
- Владимир Богатырёв — неоднократный чемпион СССР, мира и Европы по парусному спорту.
- Владимир Сыпченко — чемпион СССР, мира и Европы по парусному спорту.
- Ирина Коржова — призёр первенства мира по самбо и дзюдо.